# Los Vilos
Los Vilos è un comune del Cile della provincia di Choapa nella Regione di Coquimbo. Al censimento del 2002 possedeva una popolazione di 17.453 abitanti.

## Società

### Evoluzione demografica
| Censimento del 1992 | Censimento del 2002 |
| 15.805 ab.          | 17.453 ab.          |